# Flughafen Cuneo

i7
i11
i13
Der Flughafen Cuneo (italienisch Aeroporto di Cuneo-Levaldigi; IATA-Code: CUF, ICAO-Code: LIMZ) ist ein italienischer Verkehrsflughafen im Südwesten der Region Piemont. Billigfluggesellschaften bezeichnen ihn auch als „Flughafen Turin-Cuneo“.

## Geschichte

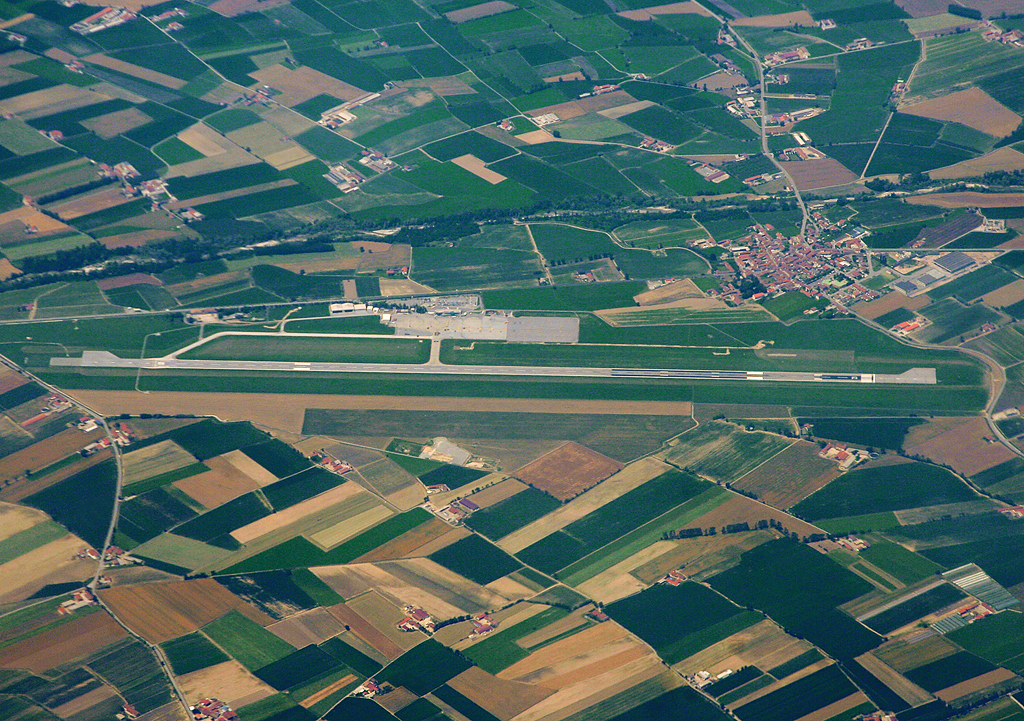
Luftaufnahme

Der Flughafen entstand im Jahr 1929 als Militärflugplatz. Anfang der 1960er Jahre wurde er als ziviler Flugplatz praktisch neu errichtet und 1986 für den kommerziellen Verkehr geöffnet. Genutzt wird er heute vorwiegend von Charter- und Billigfluggesellschaften, daneben dient er der Allgemeinen Luftfahrt und dem örtlichen Aeroclub. Der Flughafen Cuneo ist nach dem Flughafen Turin der zweitgrößte in der Region Piemont.

## Lage und Verkehrsanbindung
Der Flughafen liegt 16 Kilometer nördlich von Cuneo und 65 Kilometer südlich von Turin bei der Ortschaft Levaldigi. Über die Landstraße SS 20 (SR 20) ist Cuneo zu erreichen und auch die wenige Kilometer östlich verlaufenden Autobahnen A6 und A33, die nach Turin, Alessandria und Savona (Ligurien) führen. Autovermietungsfirmen sind am Flughafen vertreten. Es gibt unter anderem eine Busverbindung mit Turin (Lingotto, 60 Minuten) und auch zu den nahegelegenen Bahnhöfen von Savigliano und Fossano. Das Wintersportgebiet von Limone Piemonte liegt rund 40 Kilometer südlich.

## Infrastruktur
Der Flughafen hat eine von Nordosten nach Südwesten verlaufende, rund 2100 Meter lange asphaltierte Start- und Landebahn (03/21). Passagierterminal und Vorfeld befinden sich westlich der Piste. Zur südlichen Landeschwelle führt eine Rollbahn.

## Fluggesellschaften und Ziele
Aktuell (April 2025) fliegen zwei Fluggesellschaften drei Ziele an. 
- Ryanair fliegt ganzjährig nach Cagliari und saisonal nach Palermo.
- Air Arabia fliegt ganzjährig nach Casablanca.